# Egernia richardi
Espèce
Synonymes
- Tropidolepisma richardi Peters, 1869
- Egernia carinata Smith, 1939

Egernia richardi est une espèce de sauriens de la famille des Scincidae.

## Répartition
Cette espèce est endémique du Territoire du Nord en Australie.

## Description
C'est un saurien vivipare.

## Publication originale
- Peters, 1869 : Über neue Saurier (Chaunolæmus multicarinatus, Tropidolepisma richardi und Gymnodactylus steudneri) und Batrachier (Cyclohamphus fasciatus und Hyla gracilenta). Monatsberichte der Königlich preussischen Akademie der Wissenschaften zu Berlin, vol. 1869, p. 786-790 (texte intégral).